# Александър Василев (руски футболист)
Вижте пояснителната страница за други личности с името Александър Василев.
Александър Николаевич Василев е руски футболист, играч на ФК Ростов. Юноша на ЦСКА Москва. Дебютира за отбора срещу ФК Лозана в Лига Европа, влизайки като резерва в 75-а минута. От 2011 г. официално е играч на първия отбор, като заминава с него на лагер в Испания. Въпреки това, той не записва нито един мач през сезона и продължава да играе само за младежите. От февруари 2012 играе за Енисей под наем. През 2012 преминава във ФК Уфа под наем. Дебютира още в първия кръг на ФНЛ в мач със Спартак (Налчик).